# Liste der Monuments historiques in Soncourt-sur-Marne
Die Liste der Monuments historiques in Soncourt-sur-Marne führt die Monuments historiques in der französischen Gemeinde Soncourt-sur-Marne auf.

## Liste der Objekte
| Bezeichnung                           | Beschreibung                           | Standort                       | Kennzeichnung | Schutzstatus | Datum | Bild |
| ------------------------------------- | -------------------------------------- | ------------------------------ | ------------- | ------------ | ----- | ---- |
| Skulpturengruppe Unterweisung Mariens | Stein, farbig gefasst, 16. Jahrhundert | in der Kirche St-Martin (Lage) | PM52001152    | Classé       | 1965  |      |
| Skulptur Madonna mit Kind             | Stein, farbig gefasst, 16. Jahrhundert | in der Kirche St-Martin (Lage) | PM52001153    | Classé       | 1965  |      |